# Duntisbourne Abbots Soulmate Devastation Technique
Duntisbourne Abbots Soulmate Devastation Technique è il sesto album di Mike Paradinas, pubblicato nel 2007 dalla label Planet Mu con lo pseudonimo di µ-Ziq.

## Tracce
1. Prongh Seemness - 3:08
2. Duntisbourne Abbots - 2:01
3. Dexedrine Girl - 2:53
4. Woozy - 2:54
5. 2CV - 2:33
6. Eggshell - 3:03
7. Dirtylush Stinkwife - 3:37
8. Strawberry Fields Hotel - 3:58
9. Pons Pons - 4:45
10. Old & Tired - 2:57
11. Rise of the Salmon - 3:52
12. Something Else - 3:24
13. Insomnia - 3:01
14. Painshill Park - 2:18
15. Acid Steak Night (con Libby Floyd) - 5:54
16. Eggshell 2 - 4:03
17. Drum Light - 5:37